# Menéstio
Menéstio, na mitologia grega, foi um dos comandantes do exército de Aquiles na Guerra de Troia.

## Família
Menéstio era filho de Polidora com o deus-rio Esperqueu.
Segundo uma versão, Menéstio era sobrinho de Aquiles.  Peleu, após haver assassinado seu meio-irmão Foco com ajuda de Telamon, refugiou-se em Fítia, na corte do rei Euritião, filho de Actor, foi purificado pelo rei, casou-se com sua filha Antígona e recebeu um terço do reino. Polidora seria filha de Peleu e Antígona, e se casou com Boro, filho de Perieres. Polidora, apesar de casada com Boro, teve um filho, Menéstio, com Esperqueu, um deus-rio.
Em outra versão, Polidora era filha de Perieres, casou-se com Peleu, mas engravidou de Esperqueu, com quem teve Menéstio. J. G. Frazer, tradutor de Pseudo-Apolodoro para o inglês, propôs que Pseudo-Apolodoro teria errado e confundido suas fontes.

## Guerra de Troia
Aquiles levou cinquenta navios para a Guerra de Troia, e cada navio levava cinquenta guerreiros. A frota de Aquiles tinha cinco comandantes, um dos quais era Menéstio.

## Na ficção antiga
No livro Aethiopica, de Heliodoro de Emesa, o personagem Cáricles é descendente de Menéstio.